# De Blondel de Beauregard de Viane
De Blondel de Beauregard de Viane was een oud-adellijk geslacht waarvan leden sinds 1816 tot de adel van het Verenigd Koninkrijk der Nederlanden, later: Belgische adel behoorden en in 2009 uitstierf.

## Geschiedenis
In 1554 verleende keizer Karel V aan de militair Jacques de Blondel, heer van Cuinchy, de persoonlijke titel van ridder. Voor diens zoon Antoine werd in 1585 de heerlijkheid Cuinchy door koning Filips II verheven tot baronnie waarbij tevens de titel van baron bij eerstgeboorte werd verleend. In 1614 werd door aartshertog Albert aan de jongste zoon van de laatste, Louis de Blondel, de persoonlijke titel van ridder verleend.
In 1816 werd Eustache de Blondel de Beauregard de Viane, zoon van Jean-Baptiste de Blondel, heer van Beauregard (1737-1803), zich noemende baron, en Reine-Elisabeth de Partz (1747-1814), vrouwe van Viane, benoemd in de Ridderschap van Oost-Vlaanderen, in 1819 gevolgd door een acte van bewijs met de titel van baron. Uit de eerste adelslijst blijkt dat de titel van baron werd verleend op alle afstammelingen.

### Wapenbeschrijvingen
Bij de verlening van de ridderslag in 1554, noch in 1585, noch in 1614 is een wapenbeschrijving of tekening bekend. Ook voor 1816, en bij de akte van bewijs zijn geen wapenbeschrijvingen of tekening bekend.

## Enkele telgen
Eustache baron de Blondel de Beauregard de Viane (1775-1848), lid van de Ridderschap van Oost-Vlaanderen
- Alfred baron de Blondel de Beauregard de Viane (1811-1876)
  - Paul baron de Blondel de Beauregard de Viane (1848-1917)
    - Jean baron de Blondel de Beauregard de Viane (1887-1926)
      - Nelly barones de Blondel de Beauregard de Viane (1921-2009), laatste telg van het geslacht
- Léonie barones de Blondel de Beauregard de Viane (1819-1869); trouwde in 1839 met Ernest baron de Steenhault de Waerbeek (1815-1886), volksvertegenwoordiger

### Adellijke allianties
- De Steenhault de Waerbeek (1839), Kervyn de Lettenhove (1891)